# Nephrotoma euthynota
Nephrotoma euthynota är en tvåvingeart som beskrevs av Alexander 1962. Nephrotoma euthynota ingår i släktet Nephrotoma och familjen storharkrankar.
Artens utbredningsområde är Tanzania. Inga underarter finns listade i Catalogue of Life.